# Sergio Ponchione
Sergio Ponchione (Asti, 19 marzo 1975) è un illustratore e fumettista italiano.

## Carriera
Nel 1994 si diploma all'Istituto d'arte della sua città e, dopo aver realizzato illustrazioni per pubblicazioni locali, alcune sue opere di vario genere compaiono sulla rivista letteraria Maltese Narrazioni, con cui collabora anche nelle vesti di redattore. I suoi lavori su questa rivista vengono poi raccolti nel 2007 nel volume Impronte Maltesi. Suoi contributi sono presenti anche in Colazione da Tiffany (EIG, 2002), prima antologia della collana. I suoi primi fumetti, che scrive e disegna, vengono invece pubblicati sulla rivista Uscita di sicurezza.
Ha collaborato con Istituto Barlumen e vari editori tra cui Fabbri, Zanichelli, Mondadori, Baldini Castoldi Dalai e pubblicato su riviste come Internazionale, La Repubblica XL, Slowfood, Mome, Puck! e Lamette.
Il grande salto nella sua carriera avviene quando esordisce sulle pagine di Zona X per Sergio Bonelli Editore, inchiostrando le tavole dell'amico e maestro Gino Vercelli. Successivamente disegna per Jonathan Steele e, quando la testata passa alle Edizioni Star Comics, rimane nello staff di disegnatori della nuova serie dando il suo contributo fin dal numero 0, di cui inchiostra le tavole a matita di Adriana Farina firmandosi con lo pseudonimo di Filippo Dulciora.
Nel 2000 su sceneggiatura nuovamente di Federico Memola disegna l'albo Prima di Mezzanotte.
Nel frattempo, inizia a realizzare fumetti d'autore completamente suoi come il volume L'Obliquomo, personaggio inizialmente apparso sulla rivista Black, e la miniserie in quattro albi intitolata Grotesque, pubblicati in Italia dalla Coconino Press e sulla rivista The Artist. In questi lavori Ponchione mostra tutta la sua bravura e la sua passione nel disegnare il genere assurdo e grottesco in un fumetto alternativo. Nel 2009, per la miniserie Grotesque, ha vinto nell'ambito della manifestazione Lucca Comics & Games il Premio Gran Guinigi nella categoria Miglior Fumetto Seriale. Questi lavori vengono tradotti e pubblicati anche in Francia dalla casa editrice Vertige Graphic, Spagna, America Latina e, dalla Fantagraphics Books, negli Stati Uniti.
Per l'antologia di racconti noir Cattivi Soggetti, edita da Rizzoli nel 2010, ha disegnato un racconto di Loriano Macchiavelli e sceneggiato da Daniele Brolli.
Ha realizzato i disegni dell'albo Verso la Terra Promessa, sull'immigrazione ebraica in Israele dopo la seconda guerra mondiale, per il Premio Exodus di La Spezia per i testi di Andrea Campanella, ed il racconto Storia di Aiace, Fumettista Tenace! (per l'antologia Gang Bang de Il manifesto/BD) vincitore del Premio Micheluzzi nella categoria Miglior Storia Breve al Napoli Comicon 2012, oltre che le illustrazioni per il calendario 2012 della Moltimedia e quelle per la Guida ZERO 2012 di Torino.
Nel 2011 si è autoprodotto in 100 copie un albo di 16 pagine intitolato La storia più strana mai sentita nella tua vita.
Recentemente ha realizzato un episodio della miniserie a fumetti Kepher scritta da Roberto Cardinale e da Stefano Nocilli di prossima pubblicazione, ha lavorato sulla copertina dei libri Il romanzo dei Windsor di Antonio Caprarica e Veleno di Mauro Gasparini, quest'ultimo uscito per Scritturapura. Ha inoltre realizzato un albo di fantascienza a cura nuovamente di Moltimedia intitolato Comics for Engineers.
Nel 2013 cura i disegni per il libro per bambini Buon compleanno Giuseppe! uscito per festeggiare i duecento della nascita di Giuseppe Verdi e pubblica l'albo intitolato DKW: si tratta di un omaggio di 36 pagine ai grandi maestri del fumetto statunitense Steve Ditko, Jack Kirby e Wally Wood.
Nel 2020 illustra per la rivista Čapek un fumetto inedito scritto apposta per l'occasione dalla band americana The Residents.
Nel 2021 disegna Gli uomini della settimana su testi di Alessandro Bilotta, edito da Panini Comics.
Attualmente insegna alla Scuola di Fumetto di Asti e pubblica ogni mese le storie del suo personaggio chiamato Professor Hackensack e molte illustrazioni varie sulla rivista a fumetti Linus.

## Opere

### Jonathan Steele
- Jonathan Steele serie edita dalla Bonelli:
  - Le Porte del Tempo, numero 12, disegni, sceneggiatura di Federico Memola (marzo 2000)
  - A Un Passo dall'Inferno (con Antonio Amodio), numero 19, disegni, sceneggiatura di Federico Memola (ottobre 2000)
  - L'Abisso del Tempo (con Antonio Amodio), numero 31, disegni, sceneggiatura di Federico Memola (ottobre 2001)
  - Carmilla, numero 36, disegni, sceneggiatura di Vincenzo Beretta (marzo 2002)
  - Le Figlie di Kronos, numero 51, disegni, sceneggiatura di Elettra Gorni (giugno 2003)
  - Bersalio Mobile, numero 56, disegni, sceneggiatura di Federico Memola (novembre 2003)
  - I Mondi di Jonathan Steele, numero 64, disegni, sceneggiatura di Federico Memola (luglio 2004)
- Jonathan Steele serie edita dalla Star Comics:
  - Racconti Perduti, numero 0, disegni, sceneggiatura di Federico Memola (agosto 2004)
  - La città delle speranze perdute, numero 12, disegni, sceneggiatura di Federico Memola (2005)
  - Il dominio dei draghi, numero 24, disegni, sceneggiatura di Federico Memola (2006)
- Agenzia Incantesimi:
  - La regina dei goblin, racconto contenuto nel numero 1, disegni, sceneggiatura di Federico Memola (ottobre 2005)
- Jonathan Steele Extra:
  - Chiarmilla, racconto contenuto nel numero 2, disegni, sceneggiatura di Vincenzo Beretta (ottobre 2008)

### Altre opere
- Prima di Mezzanotte, disegni, sceneggiatura di Federico Memola (Liberty, 2000)
- L'Obliquomo, sceneggiatura e disegni (Coconino Press, 7 dicembre 2005)
- Impronte Maltesi, sceneggiatura e disegni, antologia di storie brevi (Scritturapura, 2007)
- Grotesque, sceneggiatura e disegni, miniserie edita da Coconino Press, vincitrice del Premio Gran Guinigi e composta finora da:
  - Altre isole (31 maggio 2007)
  - La città criptica (15 maggio 2008)
  - La città criptica (parte seconda) (28 maggio 2009)
  - Domande sconosciute (26 agosto 2010)
- La storia più strana mai sentita nella tua vita, sceneggiatura e disegni (2011)
- Verso la Terra Promessa, disegni, sceneggiatura di Andrea Campanella (2011)
- Comics for Engineers, disegni, sceneggiatura di Paolo Valietti (Moltimedia)
- DKW - Ditko Kirby Wood, sceneggiatura e disegni (Comma 22, 2013)
- Gli uomini della settimana, disegni, sceneggiatura di Alessandro Bilotta (Panini Comics, 2021)